# Кула Норинська
43°01′ пн. ш. 17°36′ сх. д. / 43.02° пн. ш. 17.60° сх. д.
Кула Норинська (хорв. Kula Norinska) – громада і населений пункт в Дубровницько-Неретванській жупанії Хорватії.

## Населення
Населення громади за даними перепису 2011 року становило 1 748 осіб. Населення самого поселення становило 250 осіб.
Динаміка чисельності населення громади:
Динаміка чисельності населення центру громади:

## Населені пункти
Крім поселення Кула Норинська, до громади також входять:
- Боровці
- Десне
- Крваваць
- Крваваць-Другий
- Матієвичі
- Момичі
- Нова Села
- Подруйниця